# NGC 1033
NGC 1033 es una galaxia espiral (Sc) localizada en la dirección de la constelación de Cetus. Posee una declinación de -08° 46' 35" y una ascensión recta de 2 horas, 40 minutos y 16,1 segundos.
La galaxia NGC 1033 fue descubierta en 1886 por Frank Leavenworth.